# Llista de personatges de Mortal Kombat
Aquesta és una llista de personatges jugables i enemics finals que apareixen a la franquícia de videojocs de lluita Mortal Kombat. Creada per Ed Boon i John Tobias, la sèrie representa conflictes entre diversos regnes. La majoria dels personatges lluiten en nom del seu regne, amb els herois principals que defensen l'Earthrealm contra els vilans conqueridors de l'Outworld i del Netherrealm. Els primers lliuraments presenten els personatges que participen en el torneig homònim de Mortal Kombat per decidir el destí del seu regne. En lliuraments posteriors, l'Earthrealm és sovint envaït per la força.
A la sèrie s'han presentat un total de 77 lluitadors jugables, a més de enemics no jugables i personatges convidats. Gran part dels pilars de la franquícia es van introduir durant els tres primers jocs. Gairebé tots els personatges han estat assassinats en un moment de la història, però poques vegades han quedat morts.

## Introduïts aMortal Kombat(1992)

### Goro
Protagonitzat per: Tom Woodruff Jr. (pel·lícula de 1995)
Amb la veu de: Herman Sanchez (MK4); Ken Lally (videojoc de 2011); Vic Chao (MKX, MK1); Kevin Michael Richardson (pel·lícula de 1995, Scorpion's Revenge); Ron Feinberg (The Journey Begins); Angus Sampson (pel·lícula de 2021)
Goro és el subcap del primer joc Mortal Kombat. És un Shokan, una raça meitat humana i meitat drac que es distingeix pels seus quatre braços i una mida enorme. Es va convertir en Gran Campió del Torneig Mortal Kombat després de derrotar al Gran Kung Lao, i va mantenir el títol durant els propers 500 anys com a part del pla del malvat bruixot Shang Tsung per manipular el torneig per tal d'aconseguir l'objectiu de l'emperador Shao Kahn de dominar el regne de la Terra. No obstant això, aquests plans es van veure frustrats quan el guerrer de l'Earthrealm Liu Kang va derrotar tant en Goro com en Shang Tsung, permetent a Earthrealm recuperar el control del torneig. Goro va desaparèixer després i es creia que estava mort. A Mortal Kombat II, Goro és succeït per un altre membre de la seva raça, Kintaro, i no es torna a veure fins al joc recopilatori de 1996 Mortal Kombat Trilogy, on es podia jugar tots els personatges dels tres primers jocs de la sèrie. En Goro es va ometre inicialment a Mortal Kombat 4 (1997), però es va incloure com a subcap a les versions domèstiques del joc.
En el mode d'entrenament de Mortal Kombat: Deadly Alliance (2002), Goro és ferit de mort i es presumeix mort. Al joc de seguiment del 2004 Mortal Kombat: Deception, Shao Kahn l'ha salvat de la mort, amb la promesa de tornar els seus companys Shokan a la seva antiga glòria i el desterrament dels seus archienemics, els Centaures, a canvi de la seva lleialtat, i reprèn el seu lloc al costat de Shao Kahn. Goro no es va poder jugar en cap dels dos jocs. És un personatge d'enemic final al títol de beat 'em up del 2005 Mortal Kombat: Shaolin Monks. En el reinici de la sèrie Mortal Kombat de 2011, Goro reprèn el seu paper de subcap del Torneig Shaolin des del primer joc, i és derrotat de nou per Liu Kang en el mode història. Es pot jugar al títol de 2015 Mortal Kombat X (2015) com a personatge de pre-reserva addicional, servint de nou com a subcap en el mode d'escala arcade del joc. A Mortal Kombat 11 (2019), el cadàver de Goro apareix en el mode història i a la seva etapa "Lair" durant el joc. En Goro apareix a Mortal Kombat 1 com a personatge d'assistència, o "Kameo Fighter", i mitjançant una aparició menor en el mode història com a membre de l'exèrcit del general Shao.
El disseny original de Goro era com un personatge humanoide de dos braços anomenat Rokuro, membre d'"una raça de guerrers dimonis" que s'uniria al torneig "per restaurar l'orgull i el respecte de la seva raça". Els creadors de la sèrie Ed Boon i John Tobias es van inspirar en el disseny de les pel·lícules d'aventures stop motion de Ray Harryhausen, especialment la seva representació de Kali a El viatge fantàstic de Simbad en el redisseny de Goro amb quatre braços. Originalment es va anomenar "Gongoro" abans de determinar el seu nom final, i es va construir com una figureta d'argila stop-motion que finalment es va desfer després d'un ús excessiu per capturar els seus moviments per al joc.
Goro té un paper destacat a la sèrie Mortal Kombat de Malibu Comics que va seguir els esdeveniments del primer joc, i va ser el tema de la minisèrie de tres números de 1994. Goro: Prince of Pain. A la sèrie preqüela Mortal Kombat X de DC Comics del 2015, apareix en una subtrama que el mostra lluitant i sent mutilat per Kotal Kahn en una batalla pel tron d'Outworld. Goro és el campió vigent a la pel·lícula de 1995 Mortal Kombat que segueix els esdeveniments del joc original, i era un animatrònic a mida real que va costar més d'un milió de dòlars per construir i va requerir més d'una dotzena de titellaires per fer-lo funcionar. Goro va tornar a repetir el seu paper com a campió defensor del torneig a la pel·lícula d'animació del 2020 Mortal Kombat Legends: Scorpion's Revenge que va tornar a explicar els esdeveniments del joc original, però va ser un vilà secundari en el reinici de la pel·lícula de 2021 d'acció Mortal Kombat, en la qual va ser generat per ordinador.
Goro ha rebut una acollida crítica positiva per la seva formidabilitat com a personatge cap als jocs, però les seves representacions cinematogràfiques, especialment a la pel·lícula del 2021, han tingut una acollida negativa. Michael Kennedy de Screen Rant va comentar el 2021: "Tot i que els titelles solien donar vida a Goro [a la pel·lícula de 1995] tenien les seves limitacions, Goro va tenir un paper vital en la història, servint com a protagonista important d'obstacle per a la defensa de Earthrealm del déu del tro Raiden. Mentre va tornar a Mortal Kombat de 2021, la seva inclusió va semblar més com una idea posterior que res més."

### Kano
Protagonitzat per: Richard Divizio (MK—MK3); Sorin Brouwers (MKvsDC, MK9); Derek Pratt (MK11); Trevor Goddard (pel·lícula de 1995); Darren Shahlavi (Legacy); Josh Lawson (pel·lícula de 2021)
Amb la veu de: David Allen (2000–2006); Michael McConnohie (2008–2015); JB Blanc (MK11); Michael Des Barres (Defenders of the Realm); Robin Atkin Downes (Scorpion's Revenge); David Wenham (Snow Blind)
Kano es representa per primera vegada al cànon de Mortal Kombat com un americà nascut al Japó (australià en jocs posteriors.) que era el líder de l'imperi criminal del Drac Negre i un home buscat a trenta-cinc països. Entra al torneig de Shaolin al joc Mortal Kombat original després d'escoltar rumors que el palau de l'amfitrió del torneig Shang Tsung estava ple d'or i altres riqueses, amb la intenció de saquejar-lo per al Drac Negre. No obstant això, és perseguit amb fervor per l'oficial de les Forces Especials dels Estats Units Sonya Blade, que guarda un rancor personal contra Kano que no s'ha especificat a la història del joc. Esquiva la captura llançant-se al junc de Shang Tsung amb destinació al torneig. Quan la Sonya el rastreja a l'illa privada, és capturada i obligada a competir. Ella i Kano es troben entre els pocs supervivents de la competició, i durant la batalla final entre Shang Tsung i el monjo Shaolin Liu Kang, Sonya s'equipa amb Kano de mala gana per lluitar contra el príncep Shokan Goro. Durant la seva batalla, l'illa s'autodestrueix immediatament després de la derrota de Shang Tsung, atrapant a Kano i Sonya a la dimensió ultramundana d'Outworld.  Kano no es pot jugar a Mortal Kombat II (1993), en què ell i la Sonya són capturats i encadenats a l'escenari de l'emperador d'Outworld Shao Kahn.
A Mortal Kombat 3 (1995), Kano s'escapa de les urpes de les Forces Especials una vegada més i convenç Shao Kahn de perdonar la seva ànima a l'inici de la invasió de la Terra per part del tirà perquè pot ensenyar els seus exèrcits com utilitzar l'armament d'Earthrealm.
Kano va ser omès de Mortal Kombat 4 a favor del nou personatge Jarek, però torna a Mortal Kombat: Deadly Alliance (2002). Ell i Sheeva tracen un pla per assassinar en Shao Kahn, però Kano es gira contra ella evitant l'atac. Com a recompensa, és ascendit a general de l'exèrcit reduït d'Outworld i aconsegueix repel·lir la princesa Kitana i el seu exèrcit Edenian-Shokan. No obstant això, després que un Kahn debilitat és assassinat per l'Aliança Mortal titular de Shang Tsung i Quan Chi, Kano els declara la seva lleialtat. Se li assigna supervisar l'esclavitud d'un petit poble que construeix un temple sobre la tomba d'Onaga per allotjar un Soulnado. Durant la seva construcció, Kano és atacat per Li Mei, però Quan Chi intervé, ja que l'Aliança havia fet un acord amb el líder del Drac Roig Mavado per eliminar l'esgrimista Kenshi a canvi de l'oportunitat de lluitar i derrotar en Kano.
Kano apareix al videojoc de plataformes derivat de l'any 2000 Mortal Kombat: Special Forces, en el qual no es pot jugar però apareix a la història, alliberant els companys de Black Dragon: No Face, Tasia, Jarek i Tremor d'una instal·lació de seguretat de les Forces Especials amb el pretext que reformarien l'organització, tot i que realment tenia la intenció d'utilitzar-los com a peons per frenar qualsevol agent de les Forces Especials que podria perseguir-lo. Maten tota una unitat de les Forces Especials durant l'escapada de la presó abans que Kano es dirigeixi a Outworld, on recupera l'Ull de Chitian, un artefacte a través del qual adquiriria un poder increïble. Mentre que el Major de les Forces Especials Jax Briggs s'apodera de l'objecte primer i es transporta a ell i en Kano de tornada a Earthrealm, aquest últim aviat escapa de la custòdia.
Kano s'uneix a tota la llista jugable de llavors a Mortal Kombat: Armageddon (2006). En el mode d'entrenament del joc, el semidéu Taven el troba presoner pel Clan del Drac Roig. Abans d'escapar de les seves instal·lacions, Kano explica a Taven que el Drac Vermell havia estat experimentant amb ell i els seus membres del clan en un esforç per crear dracs modificats genèticament i híbrids d'humà-drac. És un dels onze personatges de Mortal Kombat que representen la franquícia Mortal Kombat al joc de lluita crossover de 2008 Mortal Kombat vs. DC Universe.
Al reinici de Mortal Kombat de 2011 que narra les històries dels tres primers jocs, Kano és el líder del Drac Negre que va enganyar les Forces Especials fent d'informant i deliberadament alimentant-los una falsa intel·ligència que va provocar la mort de molts dels companys de Sonya i Jax, establint la seva venjança contra ell. Durant els esdeveniments del primer torneig de Shaolin, Kano lluita contra la Sonya després de la seva lluita amb l'actor pompós Johnny Cage, però ell és derrotat. Mentre que la Sonya torna a colpejar a Kano després que Shang Tsung li presenta com un repte, l'amfitrió del torneig li prohibeix arrestar-lo. Després d'això, Kano es converteix en el proveïdor d'armes de Shao Kahn, donant als seus exèrcits l'armament d'Earthrealm per a la seva imminent invasió. Després que Kabal, un membre reformat del Black Dragon convertit en oficial SWAT, sigui greument cremat per Kintaro, Kano se l'emporta per recuperar la seva salut al costat de Shang Tsung i equipar-lo amb un respirador, màscara i espases de ganxo malgrat la deserció del seu antic aliat. No obstant això, Kabal està mortificat per la seva condició i furiós amb Kano per posar-se del costat d'Earthrealm, així que el supera en combat i l'obliga a portar-lo a Shao Kahn abans de noquejar en Kano. Kano més tard s'uneix amb en Goro i Kintaro per mantenir un grup de soldats com a ostatges abans de ser congelat pel cyborg Sub-Zero. Tanmateix, Kano aconsegueix alliberar-se i informa al seu aliat Noob Saibot que Sub-Zero es va alliberar del seu controlador, Sektor.
A Mortal Kombat X, Kano s'infiltra al temple de Shaolin i roba l'amulet del déu vell caigut Shinnok per a la filla de Shao Kahn, Mileena, per ajudar en una guerra civil contra el nou governant d'Outworld, Kotal Kahn. Intenta distreure el nou Kahn mentre Mileena prepara una emboscada, però Kotal s'adona que Kano el trairà i derrota el criminal. Després de derrotar a la Mileena, Kano es retira a Earthrealm. S'infiltra en un camp de refugiats de l'Outworld però és atrapat per Kenshi i Sonya, que el detenen.
A Mortal Kombat 11 (2019), Kano s'alinea amb el guardià del temps Kronika. Per ajudar-la encara més arreglant i produint en massa Sektor, porta una versió més jove de Kano. Els dos Kanos ataquen la base de les Forces Especials i segresten versions més joves de Johnny i Sonya per obligar-los a lluitar per l'entreteniment del Drac Negre abans que la filla de la Sonya Cassie Cage els rescati. Sonya mata el Kano més jove, esborrant la versió actual de l'existència.
Kano va ser l'últim lluitador afegit al primer joc, amb el seu paper d'enemic del personatge femení Sonya. Inicialment es va anomenar Kao, i la seva placa frontal prové de rebre un tret mentre escapava de Sonya en un joc de Special Forces previst. La placa frontal metàl·lica biònica de Kano es va inspirar en el personatge d'Arnold Schwarzenegger a Terminator, amb l'ull infraroig afegit digitalment.

## Introduïts aMortal Kombat II

### Baraka
Protagonitzat per: Richard Divizio (MKII); Sean Okerberg (MKvsDCU); Dennis Keiffer (Annihilation); Lateef Crowder (Rebirth); Fraser Aitcheson (Legacy); CJ Bloomfield (Mortal Kombat 2)
Amb la veu de: Dan Forden (MKG); Eric Wackerfuss (MK:D); Dan Washington (MKvsDCU); Bob Carter (MK9); Greg Eagles (MKX); Steve Blum (2019-present)
Baraka és membre d'una raça de l'Outworld anomenada Tarkatans, coneguts pel seu comportament violent i impredictible i caracteritzats per llargs cruixents de dents i un conjunt de fulles retràctils implantades a l'avantbraç. Encapçala l'atac al temple Shaolin de Liu Kang després de la conclusió del primer torneig de Mortal Kombat, que al seu torn atrau Liu Kang a Outworld per buscar venjança. A Mortal Kombat Trilogy, és un membre de les forces de Shao Kahn que participa en la invasió de Earthrealm. Baraka no es pot jugar a la següent entrega de lluita, Mortal Kombat 4 (1997), però es va afegir a la llista de l'actualització exclusiva de Sega Dreamcast del 2000 Mortal Kombat Gold, en què Quan Chi li ofereix l'oportunitat de governar el regne Outworld d'Edènia al seu costat si accepta unir-se a l'exèrcit del déu ancià Shinnok caigut. Mentre Baraka accepta, planeja en secret trair els seus nous amos. A Mortal Kombat: Deception, Baraka i la resta del seu Tarkatan (abans "Nòmada") s'alien amb el rei Drac Onaga sorgit, i recluta el clon mutant Mileena a les files d'Onaga. per fer-se passar per Kitana. Tot i que Baraka es pot jugar juntament amb tota la llista de la sèrie a Mortal Kombat: Armageddon (2006), no estava entre els disset personatges que van rebre una biografia oficial de Midway i no va jugar cap paper en la història del joc.
Baraka és un enemic recurrent en el mode història del reinici de Mortal Kombat del 2011, en què es tornen a explicar els esdeveniments dels tres primers jocs, i és derrotat per Johnny Cage, Cyrax, Jax i Jade. A la història narrada de Mortal Kombat II, lidera els seus exèrcits Tarkatan en una invasió de Earthrealm. No es pot jugar a Mortal Kombat X, però apareix en el mode història del joc quan els seus companys Tarkatans ajuden a D'Vorah a carregar monjos Shaolin captius abans d'enfrontar-los i derrotar-los per Raiden. Liu Kang i Kung Lao. En una seqüència de flashback, Baraka serveix sota la governant de l'Outworld Mileena al costat de D'Vorah, però durant una reunió amb l'Osh-Tekk Kotal Kahn, Baraka és assassinat després que D'Vorah traeix Mileena. A Mortal Kombat 11, una versió passada de Baraka és portada al present pel guardià del temps Kronika. Després d'assabentar-se de la seva mort i que Kotal Kahn va fer que els Tarkatans estiguessin gairebé extingits, inicialment s'alia amb Kronika i un Shao Kahn desplaçat en el temps. No obstant això, Kitana el convenç perquè l'ajudi a rescatar Kotal, i ell i els Tarkatans participen en la batalla de Kitana contra Shao Kahn i en la batalla final contra Kronika.
A la nova tercera línia de temps representada el 2023 en Mortal Kombat 1, una vegada va ser un respectat comerciant de l'Outworld abans de convertir-se en líder dels Tarkatans, una espècie d'individus mutats que estan exposats al misteriós Tarkat. virus i marginat a una colònia de l'Outworld desordenada.
El personatge va ser concebut per primera vegada pel co-creador de Mortal Kombat John Tobias com un "guerrer dimoni bàrbar salvatge" que inicialment estava previst que aparegués al primer joc de Mortal Kombat. Va ser visualitzat per a MKII amb una màscara Nosferatu adornada amb ungles falses pintades de plata que li servien de dents, mentre que les fulles dels seus braços estaven construïdes amb cartró platejat.
Baraka apareix breument al llargmetratge de 1997 Mortal Kombat Annihilation, interpretat per l'acrobacia Dennis Keiffer. No té cap diàleg i és assassinat en una escena de baralla amb Liu Kang, i només s'identifica pel seu nom als crèdits de tancament. Al curtmetratge de 2010 Mortal Kombat: Rebirth, Baraka és interpretat per l'artista marcial Lateef Crowder i representat a l'escenari modern alternatiu de la pel·lícula com un antic psicòtic cirurgià plàstic anomenat "Dr. Alan Zane", que li uneix quirúrgicament un parell de fulles de metall llargues als avantbraços. Més tard mata l'agent encobert de Jax, Johnny Cage, en una baralla. Aquests canvis no es van traslladar a la sèrie web de 2011 Mortal Kombat: Legacy, en què va ser interpretat per Fraser Aitcheson i va tornar als seus orígens originals d'Outworld. Baraka fa una breu aparició a la pel·lícula d'animació del 2021 Mortal Kombat Legends: Scorpion's Revenge, en la qual no té cap diàleg i és assassinat en una lluita contra Cage. CJ Bloomfield interpreta el personatge del llargmetratge Mortal Kombat 2.
El 2009, Baraka va ocupar el tercer lloc a la llista de GameDaily dels "deu personatges més lleigs del joc". Dan Ryckert e Game Informer, el 2010, el va assenyalar entre els personatges desitjats per al joc de reinici del 2011, ja que sentia que "la gent estima en Baraka", però va assenyalar la seva absència en llançaments posteriors des del seu debut a la sèrie. D'altra banda, Baraka ha rebut una recepció positiva dels mitjans de comunicació de videojocs pel seu personatge i els Fatalities.

### Jade
Protagonitzat per: Katalin Zamiar (MKII); Becky Gable (UMK3); Brenda Barrie (videojoc de 2011); Alexis Gaube (MK11); Irina Pantaeva (Annihilation); Tati Gabrielle (seqüela de MK 2021)
Amb la veu de: Natalie Salzman (MK:D); Linda Lee (videojoc de 2011); Mela Lee (MK11); Emily O'Brien (Battle of the Realms)
Jade va debutar a MKII com un personatge secret no jugable contra qui els jugadors podien lluitar després de seguir un conjunt d'instruccions específics. Fa el seu debut oficial a la sèrie Ultimate Mortal Kombat 3 com un dels assassins d'elit de l'emperador de l'Outworld Shao Kahn juntament amb la seva fillastra adoptiva Kitana, la seva companya edeniana i amiga íntima. Després que Kitana fuig a Earthrealm després de matar la seva malvada bessona Mileena, Kahn ordena a Jade que li torni amb vida a Kitana, obligant-la al seu torn a triar entre desobeir al seu superior o trair el seu amic íntim. A Mortal Kombat: Deception, ella és testimoni de la mort de Kitana i els combatents escollits per Raiden (Mortal Kombat) a mans de l'Aliança Mortal (Shang Tsung i Quan Chi) i la seva posterior resurrecció per part dels Rei Drac Onaga. Jade es veu obligada a empresonar una Kitana rentada del cervell al calabós del palau d'Edenian abans d'alliberar Sindel i escapar amb ella a Outworld, mentre busca venjança contra la traïdora edeniana Tanya, que havia unit forces amb Onaga. Al joc de reinici de Mortal Kombat de 2011, Jade va néixer a la reialesa edeniana que va servir a Shao Kahn després de conquerir el regne. Va servir com a guardaespatlles de la princesa Kitana i els dos es van fer amics íntims, però tenia ordres de matar Kitana si es fes deslleial a Kahn. Inicialment lluiten contra els guerrers del regne de la Terra, però en Jade aviat sospita de Kitana quan aquesta intenta descobrir la seva veritable herència, cosa que finalment porta a la seva captura. Jade canvia de lleialtat com a resultat i ajuda als guerrers del reialme de la Terra a alliberar Kitana de la captivitat, i s'uneix a ells mentre es preparen per defensar la invasió del regne de la Terra per part de Shao Kahn, però quan Raiden i Liu Kang es comuniquen amb els déus vells, el clan ninja Lin Kuei i el clan de Kahn ataquen la reina Sindel; matant a la Jade i els seus aliats abans de ressuscitar com a revenants no morts i esclavitzats al Netherrealm per Quan Chi.
Jade no estava inclosa Mortal Kombat X, amb Kitana utilitzant les seves armes en una de les seves tres variacions de joc. Ella torna en la seva forma de revenant a Mortal Kombat 11, servint als revenants de Kitana i Liu Kang al Netherrealm després que es converteixin en els seus nous governants a MKX, així com servents del guardià del temps, Kronika. A causa dels plans de Kronika d'esborrar en Raiden de la història, una anomalia temporal que crea sense voler porta versions passades de Jade i Kitana al present. Els dos donen el seu suport a la nova governant d'Outworld, Kotal Kahn, amb qui Jade va compartir una història romàntica abans de morir. Després que Kitana es converteixi en el nou governant d'Outworld, ella i Jade participen en la batalla final contra Kronika i els seus homòlegs revenants juntament amb els exèrcits combinats de Earthrealm i Outworld.
Jade va tenir un paper menor en la novel·lització de la pel·lícula de 1995 Mortal Kombat, però ella no va aparèixer a la pel·lícula. La supermodel i actriu siberiana Irina Pantaeva va interpretar a Jade a la pel·lícula de 1997 Mortal Kombat Annihilation com un talp dolent dins del grup de Liu Kang, que després va ser assassinat pel seu mestre Shao Kahn. El personatge va aparèixer a la pel·lícula d'animació del 2021 Mortal Kombat Legends: Battle of the Realms, i va ser expressat per Emily O'Brien. El personatge va aparèixer a la seqüela de Mortal Kombat, protagonitzada per Tati Gabrielle.
Chris Plante d'UGO va dir en 2011, "Jade [sembla] fetitxitzar la cultura del oriental. És una paradoxa: parts iguals, esclava exòtica, la seva arma més poderosa és la seva sexualitat. És la vídua mística i estrangera, una relíquia de les novel·les de la pulp de postguerra." No obstant això, Den of Geek va dir el 2015: "Jade arriba als jocs moderns perquè estava a Mortal Kombat II, però realment no aporta res a la taula." Les encarnacions de MK9 de Jade i Kitana van representar el trope de les "dones que lluiten" a la llista de 2012 de Complex de personatges de videojocs estereotipats, ja que encarnaven "'skanks' mig nus que poden lluitar, disparen làsers i realitzen atacs acrobàtics mentre porten tangues, botes de taló alt i mantenen els seus pits gegants sota les bufandes." La recepció a les seves Fatalities ha estat mixta.

### Kintaro
Amb la veu de: Rhasaan Orange (videojoc de 2011), Dave B. Mitchell (Battle of the Realms)
Kintaro és el subcap tant de Mortal Kombat II com del reinici de 2011. També és el penúltim cap de Shaolin Monks. Un Shokan, comparteix els quatre braços i la mida imponent de la seva espècie, però es distingeix per les seves ratlles semblants a un tigre. Kintaro participa en l'intent de Shao Kahn de conquerir l'Earthrealm durant el torneig del segon joc, en el qual és derrotat per Liu Kang. En el reinici, és derrotat per Kung Lao durant el torneig. El reinici també l'estableix com a responsable de les lesions de Kabal. Al còmic de preqüela de Mortal Kombat X del 2015, Kintaro és assassinat per Sonya Blade mentre ella està sota el control de Havik.
El personatge era una figura d'argila stop-motion el disseny de la qual estava inspirat en el personatge mitològic japonès Kintarō. Inicialment va ser concebut per a MKII com un tigre bípede amb folre de pell antropomòrfic, però el concepte es va descartar a causa de la dificultat de crear un vestit tan complicat. Segons el co-creador de la sèrie John Tobias, Kintaro va ser redissenyat com un "spin-off de Goro" que possiblement era un general Shokan, però no reialesa.
Kintaro apareix a la pel·lícula d'animació Mortal Kombat Legends: Battle of the Realms, amb la veu de Dave B. Mitchell.
Kintaro ha rebut una acollida mitjana a causa del seu paper menor a la sèrie i sovint es compara desfavorablement amb Goro; UGO Networks va opinar l'any 2012 que Kintaro "no serveix per a cap propòsit real, excepte per ser un Goro repel·lat l'únic objectiu del qual és venjar la mort de l'esmentat" a la conclusió del joc original. Game Informer, el 2021, el va classificar en el lloc 56 entre els 76 personatges jugables de la sèrie: "L'arribada de Kintaro no va ser tan impactant com la de Goro, ja que el cap de Shokan ja s'havia fet abans. NetherRealm també sembla satisfet amb donar-li cada cop més atributs felins en lloc d'una personalitat." Den of Geek va escriure que "pràcticament no té cap història de la qual parlar fora del retcon [MK9].". El seu "Reverse Rip" del reinici va ser classificat en 35è lloc per Prima Games a la seva llista de 2014 dels cinquanta millors morts de la sèrie.

## Altres
Aquest personatge mai va aparèixer als jocs, ja sigui perquè mai va existir o es va eliminar durant el desenvolupament.

### Belokk
Belokk originalment estava previst per a Mortal Kombat Gold, però es va eliminar del llançament final. Va ser creat per Eurocom i, segons Ed Boon, va ser eliminat del joc perquè els desenvolupadors no van tenir temps de completar-lo.  No obstant això, Eurocom va enviar accidentalment informació sobre el joc amb Belokk a Game Informer, i com a resultat, sis captures de pantalla d'ell es van filtrar al públic en una vista prèvia, a petició especial.

## Personatges convidats
Diversos personatges convidats de diverses franquícies de mitjans han aparegut en jocs posteriors de Mortal Kombat després del títol crossover de 2008 Mortal Kombat vs. DC Universe.
| = Es pot jugar a la llista base del joc | = Es pot jugar en iteracions posteriors del joc | = Apareix com un oponent no jugable |

| Personatge      |              |            |            |            |            |
| Personatge      | MKvs.DCU     | MK9        | MKX        | MK11       | MK1        |
| --------------- | ------------ | ---------- | ---------- | ---------- | ---------- |
| Batman          | Jugable      |            |            |            |            |
| Shazam          | Jugable      |            |            |            |            |
| Catwoman        | Jugable      |            |            |            |            |
| Deathstroke     | Jugable      |            |            |            |            |
| Darkseid        | Jugable      |            |            |            |            |
| The Flash       | Jugable      |            |            |            |            |
| Green Lantern   | Jugable      |            |            |            |            |
| Joker           | Jugable      |            |            | JugableDLC |            |
| Lex Luthor      | Jugable      |            |            |            |            |
| Superman        | Jugable      |            |            |            |            |
| Wonder Woman    | Jugable      |            |            |            |            |
| Dark Kahn       | Enemic final |            |            |            |            |
| Kratos          |              | JugablePS3 |            |            |            |
| Freddy Krueger  |              | JugableDLC |            |            |            |
| Jason Voorhees  |              |            | JugableDLC |            |            |
| Predator        |              |            | JugableDLC |            |            |
| Alien           |              |            | JugableDLC |            |            |
| Leatherface     |              |            | JugableDLC |            |            |
| Spawn           |              |            |            | JugableDLC |            |
| Terminator      |              |            |            | JugableDLC |            |
| RoboCop         |              |            |            | JugableDLC |            |
| John Rambo      |              |            |            | JugableDLC |            |
| Omni-Man        |              |            |            |            | JugableDLC |
| Homelander      |              |            |            |            | JugableDLC |
| Peacemaker      |              |            |            |            | JugableDLC |
| Ghostface       |              |            |            |            | JugableDLC |
| T-1000          |              |            |            |            | JugableDLC |
| Conan el Bàrbar |              |            |            |            | JugableDLC |